# Fluorimetro
Il fluorimetro è uno strumento di laboratorio che permette di misurare la concentrazione di una determinata sostanza presente in un campione attraverso misure di fluorescenza.
Certi fluorimetri permettono determinazioni analitiche fino a una parte su trilione.
Si dimostra che se la concentrazione dell'analita è sufficientemente piccola, l'intensità della radiazione emessa per fluorescenza è proporzionale a tale concentrazione
I = KC
Esistono due tipi di fluorimetri:
- fluorimetro a filtro
- spettrofluorimetro.